# Canthon bisignatus
Canthon bisignatus là một loài bọ cánh cứng trong họ Bọ hung (Scarabaeidae).